# Indo-Parthen
De Indo-Parthen of Gondophariden waren oorspronkelijk Oost-Iraanse koningen die in de 1e eeuw over een rijk in het noordwesten van Zuid-Azië heersten (het huidige zuiden van Afghanistan, Pakistan en noordwesten van India). Ze volgden op andere dynastieën van "vreemde" heersers, de Indo-Grieken en Indo-Scythen. De Indo-Parthen waren waarschijnlijk de in Indische bronnen genoemde "Pahlava's". Hun hoofdstad bevond zich eerst in Taxila, maar werd in de nadagen van het rijk verplaatst naar Kabul. Ze worden "Indo-Parthen" genoemd vanwege sterke overeenkomsten met het westelijker gelegen Parthische Rijk, met name in de stijl van de munten die ze lieten slaan. Het is echter onbekend of de Indo-Parthische vorsten verwant waren aan de koningen van het Parthenrijk. Daarnaast is ook niet duidelijk of de Indo-Parthische koningen onderling allemaal verwant waren.
Het Indo-Parthisch rijk stond niet onder een duidelijk centraal gezag. In plaats daarvan kan het beter als een losse confederatie van lokale heersers gezien worden, die allen dezelfde koning als hun meerdere erkenden.

## Geschiedenis

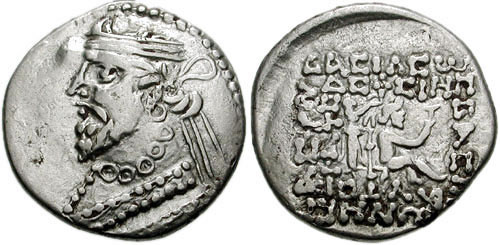
Zilveren munt van Gondophares.

In de eerste eeuwen v.Chr. werd het noordwesten van India door dynastieën van uitheemse etnische afkomst geregeerd, eerst door Indo-Grieken, daarna door Indo-Scythen. De Indo-Parthen vormden een nieuwe golf van nieuwkomers in het gebied en waren zeker niet de laatste.
De eerste Indo-Parthische koning, Gondophares, was oorspronkelijk waarschijnlijk een lokale heerser in Sistan, in het uiterste oosten van het tegenwoordige Iran. Hij lijkt direct na de regering van de Indo-Scythische heerser Azes II, rond 20 tot 10 v.Chr., een rijk te hebben veroverd dat uit Arachosia, Sistan, het gebied rond de monding van de Indus (Sindh) en de Punjab en de Kabulvallei bestond. Hij werd verder naar het oosten waarschijnlijk ook als opperkoning erkend door de Indo-Scythische satrapen Zeionises in Chach (Kasjmir) en Rajavula in het gebied rond Mathura.

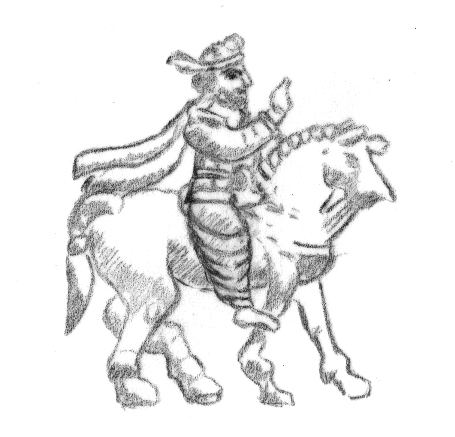
Schets van koning Gondophares te paard, zoals afgebeeld op munten.

In Arachosia, Sindh en het oosten van de Punjab lijkt Gondophares in de eerste decennia van de 1e eeuw n.Chr. kortstondig te zijn opgevolgd door Sarpedones (Gondophares II), die mogelijk zijn zoon was, en daarna door Orthagnes (Gondophares III). Uit dezelfde periode worden in de Punjab en Sistan munten gevonden van Abdagases, die werd opgevolgd door Ubouzanes. Abdagases verplaatste zijn hoofdstad naar Kabul. Rond 20 n.Chr. kwam in het grootste deel van het Indo-Parthische rijk koning Sases (Gondophares IV) aan de macht. Er zijn nog een handvol andere koningen bekend, die waarschijnlijk slechts over delen van het Indo-Parthische rijk regeerden. Geen enkele opvolger lijkt echter de macht van Gondophares I te hebben kunnen evenaren. De Indo-Scythische satrapen ten westen van de Indusvlakte werden na diens dood weer zelfstandig. Halverwege de 1e eeuw ging het oosten van het Indo-Parthische rijk verloren aan de Kushana's, een nieuwe Centraal-Aziatische groep invallers die oorspronkelijk uit Bactrië kwam. In de Sindh en Gujarat stichtte de Indo-Scythische dynastie van Westelijke Satrapen in dezelfde periode een eigen rijk. De laatste Indo-Scythische koning, Pacores (rond 100 n.Chr.), regeerde alleen Sistan en een deel van Arachosia, rond de tegenwoordige stad Kandahar.
In het zuidwesten voerden de Indo-Parthen waarschijnlijk strijd tegen het Stavahanarijk. De Satavahanakoning Gautamiputra Sātakarni meldde in een inscriptie onder andere de Shaka's (Indo-Scythen), Pahlava's (Indo-Parthen) en Yavana's (Indo-Grieken) te hebben verslagen.

## Cultuur

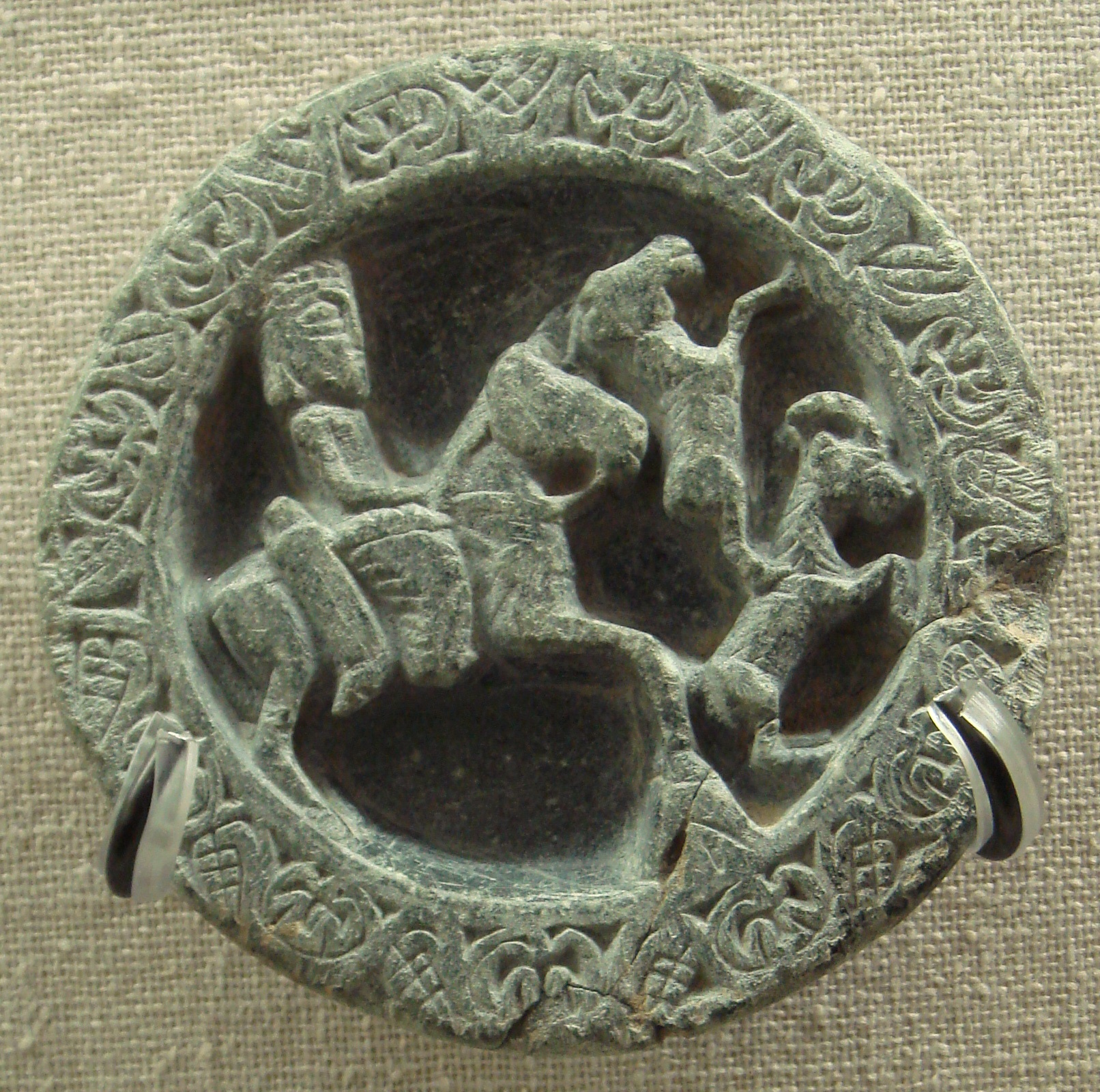
Indo-Parthische ruiter tijdens de jacht. Steentablet uit Taxila, 1e eeuw.

De munten die Gondophares en zijn opvolgers lieten slaan hebben Parthische motieven, maar er worden Griekse goden genoemd en ook komt een afbeelding van de hindoeïstische god Shiva voor. Desondanks zijn er geen verdere aanwijzingen dat de Indo-Parthische heersers het boeddhisme of hindoeïsme hebben gestimuleerd, dit in tegenstelling tot hun Indo-Griekse en Indo-Scythische voorgangers. Algemeen wordt aangenomen dat ze zoroastriërs bleven en zich niet tot een lokale religie bekeerden.
Bij opgravingen in Taxila door de Britse archeoloog John Marshall in de jaren 1930 werd een gebouw blootgelegd dat is geïdentificeerd als een zoroastrische vuurtempel. De belangrijkste vondsten uit de Indo-Scytische tot Indo-Parthische periode in Taxila zijn echter beelden van Griekse goden en een aantal van de vroegste beelden van de boeddha en bodhisatva's.
De afbeeldingen op munten laten zien dat de Indo-Parthen lang haar lieten groeien en baarden droegen. De koningen worden afgebeeld in korte, kruiselings sluitende jacks en wijde broeken. Ze dragen hoofdbanden, een gewoonte die in de 1e eeuw n.Chr. ook in het Parthische Rijk opkwam.